# 杉本城 (相模国)
杉本城（すぎもとじょう）は、神奈川県鎌倉市（相模国鎌倉郡）二階堂の杉本寺裏山にあったとされる日本の城。

## 概要
現在、中腹に杉本寺が立つ「大蔵山」山塊が城跡とされる。『日本城郭大系』では、山に囲まれた古都鎌倉全体を鎌倉城とする見解に立脚し、その防御性を高めるため朝夷奈切通側からの侵攻に備えて造られたのが当城であると位置付けている。
三浦氏の棟梁である三浦義明の長子で杉本氏の祖・杉本義宗が三浦半島を出て鎌倉郡杉本の地に居を構えて築城した。同地は三浦氏の勢力下で六浦道を抑える要衝であった。義宗は若くして亡くなるが、義宗の次男、義茂が入城し、杉本城を守った。
その後、源頼朝が伊豆の蛭ヶ小島で挙兵し、治承・寿永の乱が起きると、三浦一族は源氏方についたものの、頼朝勢が大庭景親勢と激突した石橋山の戦いで敗北した後、鎌倉由比ヶ浜に平家方の畠山重忠が進駐してきたが、三浦氏は畠山氏と姻戚関係にあるため、すぐさま合戦にはならなかったが、畠山勢の三浦勢攻撃と誤解した義茂は杉本城内から畠山勢に攻めかかり、合戦に及ぶなど杉本城は治承・寿永の乱（源平合戦）における軍事拠点として重要な役割を果たしている。
その後、杉本城は鎌倉時代末期頃、堀切及び溜池、詰の場所等が設けられ、搦め手は瑞泉寺まで達し、武家の都ともいうべき鎌倉郷内の重要な城郭として存続したが、『太平記（西源院本）』によると、南北朝時代の建武4年（1337年）12月28日、北朝方（足利方）の 斯波家長が、朝夷奈切通から攻め入った南朝方の北畠顕家軍に杉本城の戦いで敗れ、城兵ことごとく討ち死にし、杉本城は落城の憂き目にあった。その後、杉本城は歴史に登場することなく、現存する杉本寺境内に城跡としてその痕跡を残すのみとなっている。